# Maria Becq
Maria Becq, även känd som Maria Strick, född 1577 i Utrecht, troligen död i Rotterdam efter 1625, var en nederländsk författare och lärare.
Hon var dotter till läraren Casper Becq och gifte sig 1598 med skomakaren Jan of Hans Strick (1566-efter 1639). Hennes far drev från 1589 en skola i Delft med undervisning i franska, tyska, läsning, skrivning, räkning och bokföring. Hon arbetade tidigt som lärare i sin fars skola, och tog över den själv vid hans död 1606 - till skillnad från vad som var vanligt vid denna tid, slutade hon inte arbeta efter sitt giftermål. Hon lät ge ut fyra böcker om undervisning och pedagogik mellan 1607 och 1624, som blev framgångsrika och uppmärksammades inom samtida samhällsdebatt i Nederländerna. Paret flyttade till Rotterdam 1615 där hon öppnade en ny skola. Efter 1625 finns hon inte omnämnd någonstans men hon antas ha dött före år 1629. 
Verk
- Toneel der loflijkcke schrijfpen. Ten dienste van de const-beminnende jeucht, int licht gebracht door Maria Strick. Fransoysche School-houdende binnen de wydt vermaerde stadt Delff. Ghesneden door Hans Strick (Delft 1607)
- Christelycken ABC inhoudende vierentwintich exemplaren van verscheyden geschriften seer bequeaem ende dienstelijkck voor de joncheijdt in de constighe rijmen vervaet. Geschreven en int licht gebracht door Maria Strick Fransoysche School houdende binnen de wydt vermaerde stadt Delff. Gesneden door Hans Strick (1611)
- Schat oft voorbeelt ende verthooninge van verscheyden geschriften ten dienste vande liefhebbers der hooch-loflycker konste der penne. Mitsgaders de fondamenten der selve schrifte. Int licht gebracht door Marie Strick Fransoische-school houdende binnen de wijt vernaemde koopstadt Rotterdam. Gesneden door Hans Strick (1618)
- Fonteyne des levens dat is schoone troostelijcke Biblissche spreuchen voor aengevochten ende bedroefde herten na d'ordre van t' A.B.C.: mede seer nut ende bequaem voor alle beminders der pennen. Int licht gebracht door Maria Strick Francoysche schole houdende tot Rotterdam. Hans Strick sculp. (1624).